# لورينزو رانيلي
لورينزو رانيلي (بالإيطالية: Lorenzo Ranelli)‏ (5 يونيو 1996 بكوليفيرو في إيطاليا - ) هو لاعب كرة قدم إيطالي في مركز الدفاع. لعب مع نادي فروسينوني.

## وصلات خارجية
- لورينزو رانيلي على موقع قاعدة بيانات كرة القدم.إي يو (الإنجليزية)
- لورينزو رانيلي على موقع Soccerway.com (الإنجليزية)
- لورينزو رانيلي على موقع AS.com (الإسبانية)